# Lingua vestina
La lingua vestina era una varietà dialettale osco-umbra, parlata nell'area abitata dall'antico popolo italico dei Vestini (dall'Altopiano delle Rocche e l'alta valle dell'Aterno fino alla riviera adriatica, nell'odierno Abruzzo) nel I millennio a.C. È uno dei dialetti sabellici.
Il vestino è documentato da appena due iscrizioni; la prima è stata rinvenuta nel 1864 a Navelli, nella valle dell'Aterno. A causa di tale esiguità di testimonianze, non è stato possibile accertare se fosse più vicino all'osco, come il marrucino e il peligno, o all'umbro, come il marso e il volsco.